# Михайловка (Фёдоровский район, Башкортостан)
Миха́йловка (баш. Михайловка) — село в Федоровском районе Башкортостана. Административный центр Михайловского сельсовета.

## География
Село находится на берегу реки Ногаелга.

### Географическое положение
Расстояние до:
- районного центра (Фёдоровка): 41 км,
- ближайшей ж/д станции (Мелеуз): 65 км.

## Население
| 2002 | 2009 | 2010 |
| ---- | ---- | ---- |
| 301  | →301 | ↗305 |

### Национальный состав
Согласно переписи 2002 года, преобладающая национальность — русские (71 %).